# アートオリンピア

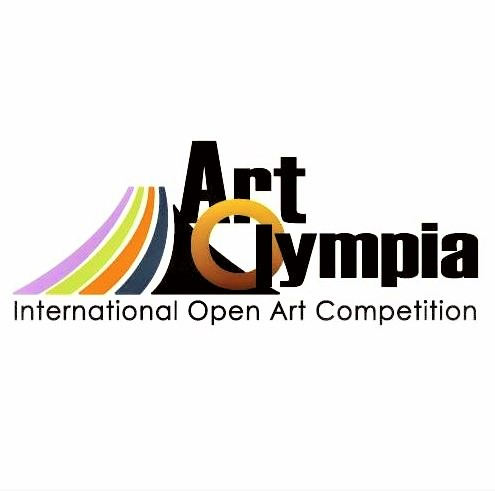
ロゴマーク

アートオリンピア（Art Olympia）は、一般財団法人山口文化財団が主催する国際公募展である。

## 概要
2015年の第1回「アートオリンピア2015」以降、隔年で開催されている。ただし2021年は開催されず2022年の開催となった。
「世界のアーティストを発掘し、その活動を支援すること」をコンセプトとし、審査員は国際的な美術関係者で構成、点数方式で審査し合計点で順位を決定する。過去の審査員は第22代文化庁長官の宮田亮平、画家の千住博、海外からはガゴシアンギャラリーディレクターのキャラ・ヴァンダー・ウェグらが務めた。

## 開催
2022年 第4回「アートオリンピア2022」
- 最終審査

開催日　2022年6月21日
- 展覧会

開催日　2022年6月23日～2022年6月28日
- 審査員

・保科 豊巳：現代美術作家/元東京藝術大学副学長/熱海山口美術館館長
・高橋 明也：美術史家/三菱一号館美術館初代館長
・松本 透：長野県立美術館館長
・O JUN： 画家/東京藝術大学名誉教授
・Michael W. Schneider ：現代美術作家/ウィーン応用芸術大学教授
・宮田 亮平：金工作家/東京藝術大学前学長/文化庁前長官
・長谷川 祐子：金沢21世紀美術館館長
・遠藤彰子：画家/武蔵野美術大学名誉教授
2019年 第3回「アートオリンピア2019」
- 開催発表会見

ショーンK：司会
くっきー:アンバサダー お笑いタレント、画家、ミュージシャン
佐久間一行:アンバサダー お笑いタレント
レイザーラモンHG:アンバサダー お笑いタレント
キシモトマイ:アンバサダー お笑いタレント
- 最終審査

開催日　2019年6月23日
- 展覧会

開催日　2019年6月23日～2017年6月30日
- 審査員

・日本拠点審査員
千住博：画家
保科豊巳：現代美術作家/元東京藝術大学副学長
高橋明也：美術史家/三菱一号館美術館初代館長
長谷川祐子：キュレーター/東京都現代美術館参事/東京藝術大学大学院教授
遠藤彰子：画家/武蔵野美術大学名誉教授
・海外拠点審査員
ブレット・リットマン：ドローイングセンター（ニューヨーク・ソーホー）館長
曲德益：國立臺北藝術大學關渡美術館館長、同大学美術学部教授
フローレンス・ドリュー：ポンピドゥー・センターキュレーター
エマニュエル・ルクー：ル・モンド紙の美術評論家
鄭林：Tang Contemporary Art創立者兼ディレクター
- 結果

全応募数　（未発表）
99カ国から応募
1位：hwang gyunghyun（韓国）「Drawing(Stroller)」
2位：佐藤 真美（日本）「祈り」
3位：森田 和昌（日本）「3.11 ARK/失われた大地-Ⅱ（出航する第十八共徳丸）」
2017年 第2回「アートオリンピア2017」
- 最終審査

開催日　2017年6月7日
- 展覧会

開催日　2017年6月17日～2017年6月25日
- 審査員

・日本拠点審査員
千住博：画家
建畠晢：多摩美術大学学長
岡部あおみ：キュレーター
保科豊巳：東京藝術大学副学長
遠藤彰子：武蔵野美術大学教授
・海外拠点審査員
ブレット・リットマン：ドローイングセンター（ニューヨーク・ソーホー）館長
キャラ・ヴァンダー・ウェグ：ガゴシアンギャラリーディレクター
曲德益：國立臺北藝術大學關渡美術館館長、同大学美術学部教授
フローレンス・ドリュー：ポンピドゥー・センターキュレーター
シモン・ンジャミ：キュレーター
- 結果

全応募数　3834点
82カ国から応募
1位：Alpha Mason（フランス）「Neglect Inc.」
2位：Petra Nimtz（アメリカ）「I Heard A Rumor From Your Girlfriends Sister」
3位：中村宏太（日本）「炸裂」
2015年 第1回「アートオリンピア2015」
- 最終審査

開催日　2015年6月10日
- 展覧会

開催日　2015年6月13日～2015年6月25日
- 審査員

・東京拠点審査員
宮田亮平：東京藝術大学学長
建畠晢：多摩美術大学学長
千住博：画家
秋元雄史：金沢21世紀美術館館長
南嶌宏：女子美術大学教授
・ニューヨーク拠点審査員
グレゴリー・アメノフ：画家
ブレット・リットマン：ドローイングセンター（ニューヨーク・ソーホー）館長
エリック・シャイナー：アンディ・ウォーホル美術館館長
ニコラス・トゥーロン：画家
キャラ・ヴァンダー・ウェグ：ガゴシアンギャラリーディレクター
・パリ拠点審査員
ジャン・ミシェル・アルベロラ：パリ高等美術学校（ボーザール）教授
セシル・ドゥブレ：ポンピドゥー・センター学芸員
曲德益：國立臺北藝術大學關渡美術館館長、同大学美術学部教授
イケムラレイコ：ベルリン芸術大学（UｄK）教授
- 結果

全応募数　4186点
52カ国から応募
1位：田中正（日本）「おかえりなさい」
2位：Antonio Faria（ポルトガル）「red foreast」
3位：吳雨軒[Yuxuan Wu]（台湾）「Cypher of Pixie」